# Bistum Rutana
Das Bistum Rutana (lat.: Dioecesis Rutanus) ist eine in Burundi gelegene römisch-katholische Diözese mit Sitz in Rutana.

## Geschichte
Das Bistum Rutana wurde am 17. Januar 2009 durch Papst Benedikt XVI. mit der Apostolischen Konstitution Ad aptius aus Gebietsabtretungen der Bistümer Bururi und Ruyigi errichtet und dem Erzbistum Gitega als Suffraganbistum unterstellt. Erster Bischof wurde Bonaventure Nahimana, der im Februar 2022 zum Erzbischof von Gitega ernannt wurde.

## Bischöfe
- Bonaventure Nahimana, 2009–2022, dann Erzbischof von Gitega
- Léonidas Nitereka, seit 2025